# Leogang

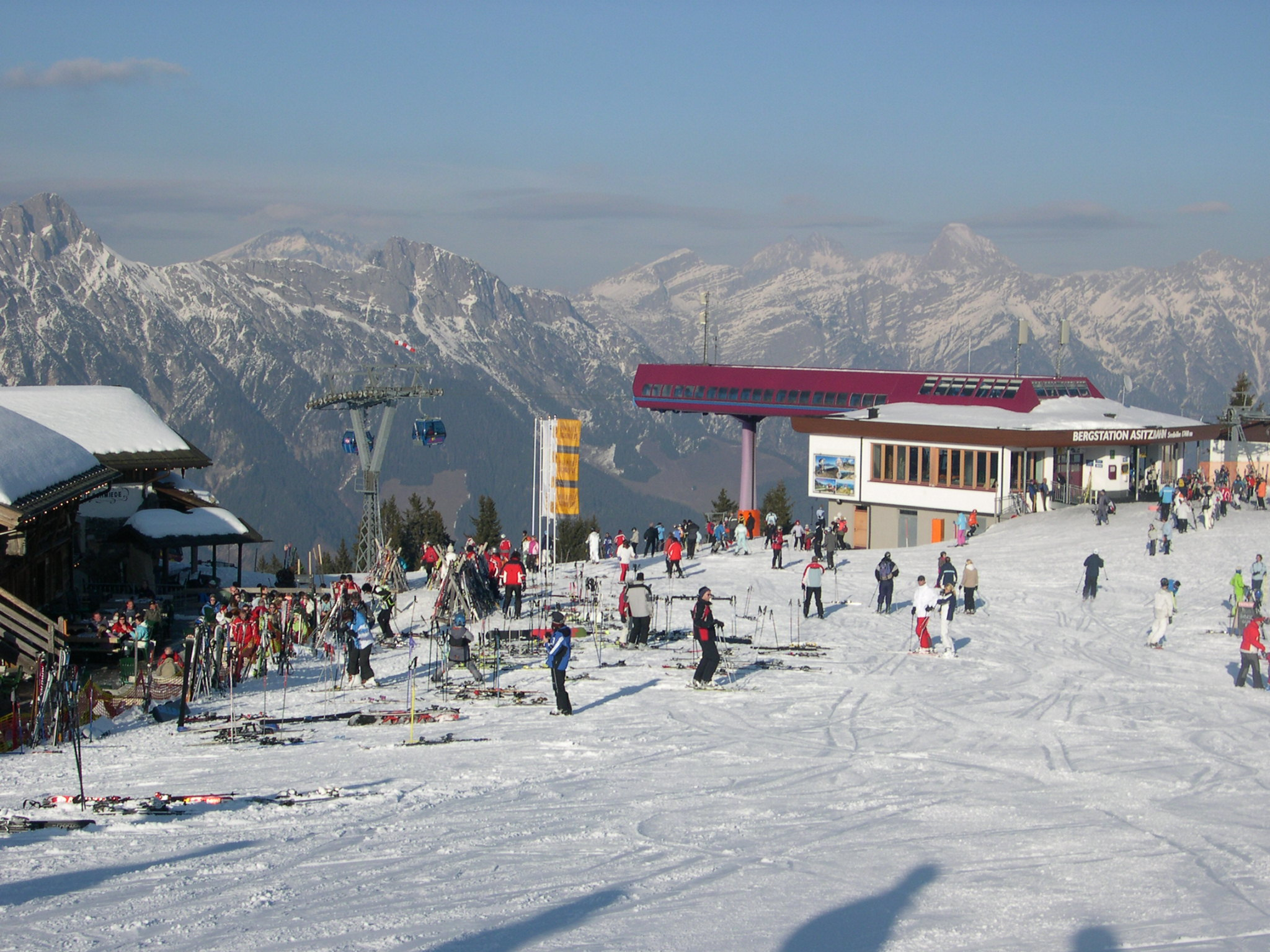
Bergstation Asitzbahn

Leogang is een gemeente in de Oostenrijkse deelstaat Salzburger Land, en maakt deel uit van het district Zell am See.
Leogang telt 3098 inwoners.
Het skigebied is onderdeel van Skicircus Saalbach Hinterglemm Leogang Fieberbrunn.

## Historie
Leogang wordt voor het eerst vermeld in 928. Het werd toen Liuganga genoemd. In het lokale dialect wordt Leogang 'Loigom' genoemd.

## Toerisme
Toerisme is voor Leogang de grootste bron van inkomsten. Sinds 1999 werkt de vvv van Leogang nauw samen met de vvv van het naburige Saalfelden. Hieruit is de vakantieregio Saalfelden-Leogang ontstaan.

### Winter
In de winter maakt Leogang onderdeel uit van het populaire skigebied Saalbach-Hinterglemm-Leogang-Fieberbrunn. Dit skigebied omvat meer dan 270 kilometer piste. Leogang is direct verbonden met dat skigebied en heeft er sinds 2014 een nieuw dalstation bij gekregen. Sinds 2019 is dit gebied ook verbonden aan het gebied van Zell am See.

### Zomer
In de zomer zijn wandelen, fietsen en mountainbike de belangrijkste activiteiten voor toeristen in Leogang. Er is 400 kilometer aan wandel- en fietspaden uitgezet.